# Aire urbaine d'Airvault
 (juin 2025).
Motif : Non respect de Wikipédia:Notoriété des collectivités locales et divisions administratives françaises.
- Archive Wikiwix
- Bing
- Cairn
- DuckDuckGo
- E. Universalis
- Gallica
- Google
- G. Books
- G. News
- G. Scholar
- Persée
- Qwant
- (zh) Baidu
- (ru) Yandex
- (wd) trouver des œuvres sur Wikidata

| 1. | Préciser le motif de la pose du bandeau. | Précisez le motif de la pose du bandeau en utilisant la syntaxe suivante : {{admissibilité à vérifier\|date=juin 2025\|motif=remplacez ce texte par le motif}}                               |
| 2. | Informer les utilisateurs concernés.     | Pensez à avertir le créateur de l'article, par exemple, en insérant le code ci-dessous sur sa page de discussion : {{subst:avertissement admissibilité à vérifier\|Aire urbaine d'Airvault}} |

L'aire urbaine d'Airvault est une aire urbaine française centrée sur l'unité urbaine d'Airvault dans les Deux-Sèvres. Composée de 2 communes, elle comptait 3 785 habitants en 2012.

## Composition
| Nom      | Code Insee | Statut           | Superficie (km2) | Population (dernière pop. légale) | Densité (hab./km2) |
| -------- | ---------- | ---------------- | ---------------- | --------------------------------- | ------------------ |
| Airvault | 79005      | commune nouvelle | 63,88            | 3 295 (2022)                      | 52                 |
| Louin    | 79156      |                  | 20,56            | 679 (2022)                        | 33                 |